# Факультет східної і слов'янської філології
Факультет східної і слов'янської філології  (англ. Faculty of Oriental and Slavic Philology) — структурний підрозділ Київського національного лінгвістичного університету, який здійснює підготовку фахівців у галузі східної і слов’янської філології і сходознавства.

## Історія
Викладання східних мов у Київському національному лінгвістичному університеті (колишній Київський державний педагогічний інститут іноземних мов) розпочалося в 1989 р. з підготовки філологів із китайської і японської мов . 
Після відновлення незалежності України в 1991 році в структурі університету з'явилася кафедра східних мов.
У 1993 році розпочав свою діяльність Інститут Сходу. Окрім китайської та японської мов було започатковано підготовку фахівців зі спеціальності "Переклад” (турецька та друга іноземна мова).
У 1994 році на базі Інституту Сходу і згаданої кафедри в структурі університету було створено Інститут "Схід-Захід". Водночас тривало збільшення кількості мов, які викладалися в новоствореному інституті, зокрема було введено підготовку перекладачів з арабської і корейської мов. 
У 1997 р. відбулася важлива реорганізація: Інститут "Схід-Захід" було трансформовано в Інститут східних мов, діяльність якого тривала до 2012 року. Цього ж року розпочалося викладання перської мови і було офіційно відкрито Центр вивчення перської мови . 
У 2007 році започатковано викладання мови гінді. 
У 2008 році Київський національний лінгвістичний університет здійснював підготовку фахівців із семи східних мов: китайської, японської, корейської, турецької, арабської, перської та гінді та продовжував здійснювати широке співробітництво зі спорідненими навчальними і науковими центрами країн Туреччини, Китаю, Японії, країн Близького Сходу, Ірану, Республіки Корея, Єгипту .
З 2012 до 2022 року – факультет сходознавства.
З 01 липня 2022 р. –  факультет східної і слов'янської філології . На факультеті навчається близько 1200 студентів, які успішно опановують дев’ять східних мов: арабську, китайську, турецьку, японську, перську, корейську, азербайджанську, а також мови гінді та іврит. З 2022 року факультет також здійснює підготовку фахівців з двох слов’янських мов: польської і чеської. 
Підготовка зі східних і слов’янських мов на факультеті східної і слов’янської філології проводиться за трьома рівнями вищої освіти: бакалавр, магістр, доктор філософії (Ph. D.).

## Директори інституту/ декани факультету
|   | Ім'я                           | Термін         |
| - | ------------------------------ | -------------- |
| 1 | Сєднєв Владислав Володимирович | 1993 – 1997    |
| 2 | Гупалов Анатолій Андрійович    | 1998 – 1999    |
| 3 | Пирогов Володимир Леонідович   | 1999 – 2001    |
| 4 | Спіцин Євген Сергійович        | 2001 – 2003    |
| 5 | Сорокін Сергій Володимирович   | 2003 – 2005    |
| 6 | Срібняк Ігор Володимирович     | 2005 – 2009    |
| 7 | Сорокін Сергій Володимирович   | 2009 – 2024    |
| 8 | Охріменко Марина Анатоліївна   | 2024 – дотепер |

## Структура
На факультеті діють 5 кафедр:
- Кафедра китайської філології [8]

- Кафедра корейської і японської філології [9]

- Кафедра східної і слов'янської філології [10]

- Кафедра тюркської філології [11]

- Кафедра англійської мови і перекладу [12]

При кафедрах функціонуть 10 освітньо-культурних центрів:
- Центр перської мови і культури [13]
- Центр тюркологічних студій імені Агатангела Кримського
- Центр турецької мови і літератури імені Мехмета Акіфа Ерсоя
- Центр азербайджанської мови і культури імені Гейдара Алієва
- Центр кореєзнавства
- Центр арабської мови і літератури
- Центр мови гінді
- Китайський культурно-освітній центр [14]
- Центр японської мови і культури
- Центр польської мови і культури імені Юліуша Словацького

## Міжнародна співпраця
Факультет східної і слов'янської філології має зв’язки з різними освітніми і науковими закладами як у нашій державі, так і в країнах Близького, Середнього і Далекого Сходу, а також Польщі і Чехії. При університеті функціонує Інститут Конфуція . Ті студенти, які демонструють позитивні результати в навчанні, починаючи з 3-го курсу мають можливість проходити короткотермінове (від одного місяця) і довготермінове (один рік) стажування в одному з університетів у країнах Сходу, а також у Чехії (Університет Яна Євангелісте Пуркіне) і Польщі (Поморська академія в Слупську ) відповідно до міжуніверситетських і міжурядових угод. 

## Напрями підготовки студентів
Освітній ступінь – бакалавр. Термін навчання 3 роки і 10 місяців.
| Спеціальність | Спеціалізація                                                                 | Освітня програма                                                                          |
| ------------- | ----------------------------------------------------------------------------- | ----------------------------------------------------------------------------------------- |
| 035 Філологія | 035.033 Слов'янські мови і літератури (переклад включно), перша – польська    | Польська мова і література, друга іноземна мова, переклад                                 |
| 035 Філологія | 035.038 Слов'янські мови і літератури (переклад включно), перша – чеська      | Чеська мова і література, друга іноземна мова, переклад                                   |
| 035 Філологія | 035.060 Східні мови та літератури (переклад включно), перша – арабська        | Арабська мова і література та переклад, друга східна мова, західноєвропейська мова        |
| 035 Філологія | 035.062 Східні мови та літератури (переклад включно), перша – гінді           | Мова гінді і індійська література та переклад, друга східна мова, західноєвропейська мова |
| 035 Філологія | 035.063 Східні мови та літератури (переклад включно), перша – іврит           | Мова іврит і єврейська література та переклад, друга східна мова, західноєвропейська мова |
| 035 Філологія | 035.065 Східні мови та літератури (переклад включно), перша – китайська       | Китайська мова і література та переклад, західноєвропейська мова                          |
| 035 Філологія | 035.066 Східні мови та літератури (переклад включно), перша – корейська       | Корейська мова і література та переклад, західноєвропейська мова                          |
| 035 Філологія | 035.067 Східні мови та літератури (переклад включно), перша – перська         | Перська мова і література та переклад, друга східна мова, західноєвропейська мова         |
| 035 Філологія | 035.068 Східні мови та літератури (переклад включно), перша – турецька        | Турецька мова і література та переклад, друга східна мова, західноєвропейська мова        |
| 035 Філологія | 035.069 Східні мови та літератури (переклад включно), перша – японська        | Японська мова і література та переклад, західноєвропейська мова                           |
| 035 Філологія | 035.111 Східні мови та літератури (переклад включно), перша – азербайджанська | Азербайджанська мова і література та переклад, друга східна мова, західноєвропейська мова |

Освітній ступінь – магістр. Термін навчання 1 рік і 4 місяці.
| Спеціальність | Спеціалізація                                                              | Освітня програма                                                                                  |
| ------------- | -------------------------------------------------------------------------- | ------------------------------------------------------------------------------------------------- |
| 035 Філологія | 035.033 Слов'янські мови і літератури (переклад включно), перша – польська | Сучасні філологічні студії (польська мова і друга іноземна мова): лінгвістика і перекладознавство |
| 035 Філологія | 035.038 Слов'янські мови і літератури (переклад включно), перша – чеська   | Сучасні філологічні студії (чеська мова і друга іноземна мова): лінгвістика і перекладознавство   |
| 035 Філологія | 035.060 Східні мови та літератури (переклад включно), перша – арабська     | Східна філологія: арабська мова і література, переклад, методика навчання                         |
| 035 Філологія | 035.065 Східні мови та літератури (переклад включно), перша – китайська    | Східна філологія: китайська мова і література, переклад, методика навчання                        |
| 035 Філологія | 035.066 Східні мови та літератури (переклад включно), перша – корейська    | Східна філологія: корейська мова і література, переклад, методика навчання                        |
| 035 Філологія | 035.067 Східні мови та літератури (переклад включно), перша – перська      | Східна філологія: перська мова і література, переклад, методика навчання                          |
| 035 Філологія | 035.068 Східні мови та літератури (переклад включно), перша – турецька     | Східна філологія: турецька мова і література, переклад, методика навчання                         |
| 035 Філологія | 035.069 Східні мови та літератури (переклад включно), перша – японська     | Східна філологія: японська мова і література, переклад, методика навчання                         |